# Karl Sadleder (Entomologe)
Karl Sadleder (* 31. Juli 1838 in Spital am Pyhrn; † 9. Juni 1923) war ein österreichischer Koleopterologe.

## Leben und Karriere
Karl Sadleder wurde am 31. Juli 1838 in Spital am Pyhrn geboren und agierte vorwiegend in seinem Heimatbundesland Oberösterreich. Die ZOBODAT listet einige gesammelte Belege Sadleders aus der Jahrhundertwende (19./20. Jahrhundert). Der Koleopterologe Heinz Mitter (* 1945) schreibt diese fälschlicherweise dem gleichnamigen oberösterreichischen Kaufmann und Politiker zu. Bereits im Jahre 1895 schien Sadleder, Karl, Hausbesitzer. als ordentliches Mitglied im Personalstand des Oberösterreichischen Musealvereines auf. Danach stand er auch in den 1900er und 1910er Jahren mehrfach als ordentliches Mitglied in den Personalständen. Am 9. Juni 1923 starb Karl Sadleder 84-jährig.